# Гончарова, Нина Николаевна
Нина Николаевна Гончарова (1927 — 2013) — советская и российская художница в области декоративно-прикладного искусства, специалистка жостовской росписи. Член Союза художников СССР (1975; Союза художников России с 1991). Лауреат Государственной премии РСФСР имени И. Е. Репина (1977). Заслуженный художник РСФСР (1979).

## Биография
Родилась 7 января 1927 года в деревне Жостово Московской области в семье потомственных мастеров Беляевых.
В 1944 году в период Великой Отечественной войны окончила профессионально-техническую школу при Жостовской фабрике декоративной росписи, была ученицей заслуженного деятеля искусств РСФСР, главного художника фабрики А. П. Гогина. С 1952 года художница, в последующем — ведущая художница Жостовской фабрики декоративной росписи, была мастером в области жостовской росписи. Основные работы расписные подносы: «Прозрачный», «Розы», «Золотистый», «Вечное цветение», «Фазан с рябиной», «Рябина», «Венок полевых цветов», «Цветы», «Букет цветов», «Крылатый».
С 1952 года являлась участницей республиканских, всероссийских и всесоюзных выставок в области декоративно-прикладного искусства, в том числе: Всероссийской выставки изделий народных художественных промыслов (1960), Всесоюзной выставки посвящённой 50-летию образования СССР (1973), 5-й республиканской выставки «Советская Россия» (1975), Всероссийской художественной выставки «Имени Твоему» (2000). С 1969 года была участницей зарубежных художественных выставок в таких городах как Варшава, Милан, Монреаль, Берлин, Сиэтл, Лейпциг, Утрехт, Пловдив, Измир и Брно. Её художественные произведения хранятся в Всероссийском музее декоративно-прикладного и народного искусства, Государственном Русском музее, Государственном историко-художественном музее «Новый Иерусалим», Сергиево-Посадском государственном историко-художественном музее-заповеднике, Тюменском областном музее изобразительных искусств, Мытищинской картинной галерее.
С 1975 года была избрана членом Союза художников СССР (с 1991 года Союза художников России).
В 1977 году Н. Н. Гончаровой «за высокохудожественную роспись по металлу на Жостовской фабрике декоративной росписи» была присвоена Государственной премии РСФСР имени И. Е. Репина, в 1979 году «за заслуги в области искусства» ей было присвоено почётное звание «Заслуженный художник РСФСР».
Умерла 16 июня 2013 года в деревне Жостово Московской области.

## Награды
- Орден Почёта (1996) — за заслуги перед государством, многолетнюю плодотворную деятельность в области культуры и искусства[6]
- Медаль «За трудовое отличие»
- Медаль «За доблестный труд в Великой Отечественной войне»[1]

### Звания
- Заслуженный художник РСФСР (1979)[5]

### Премии
- Государственная премия РСФСР имени И. Е. Репина (1977 — «за высокохудожественную роспись по металлу на Жостовской фабрике декоративной росписи»)[4]